# Al-Kutajfa
Al-Kutajfa (arab. القطيفة) – miasto w Syrii w muhafazie Damaszek. W 2004 roku miasto liczyło 26 671 mieszkańców.